# Douglas A. Kelt
Douglas Alan Kelt (* 13. Mai 1959 in Walnut Creek, Contra Costa County, Kalifornien) ist ein US-amerikanischer Mammaloge und Wildtierökologe, der sich vornehmlich mit Kleinsäugern befasst.

## Leben
Kelts Vater war Bauingenieur und seine Mutter half bei der Neuformulierung nationaler Normen für die Brailleschrift. Ab 1977 besuchte Kelt die Humboldt State University in Arcata, Kalifornien, wo er im Dezember 1983 den Bachelor-Abschluss in Zoologie, Botanik und Biologie erwarb. Anschließend arbeitete er für eine bestimmte Zeit im National Marine Mammal Laboratory in Seattle und wirkte dann bei einer allgemeinen Wirbeltierstudie im H. J. Andrews Experimental Forest in Zentral-Oregon mit. 
Von 1984 bis 1989 absolvierte Kelt ein Graduiertenstudium in Biologie an der Northern Illinois University in DeKalb, Illinois, unter der Leitung von Peter Meserve, das er mit der Masterschrift Biogeography and assemblage structure of small mammals across a transition zone in southern Chile abschloss. Für diese Arbeit reiste Kelt im Juni 1985 nach Chile, wo ihm das Instituto Profesional de Osorno (IPO, heute die Universidad de Los Lagos) einen drei- bis sechsmonatigen Aufenthalt anbot. Dieser Aufenthalt wurde verlängert, als Kelt von der Organisation Amerikanischer Staaten ein einjähriges Stipendium erhielt, das anschließend um ein zweites Jahr verlängert wurde, sodass er 2,5 Jahre in Chile verbrachte.
Kelts Sammeltätigkeit in Chile führte zu einer formellen Verbindung mit dem Field Museum of Natural History, für das er als Feldforscher und wissenschaftlicher Mitarbeiter tätig war. Zudem erhielt er ein Graduate School Fellowship der Northern Illinois University. Während seines Aufenthalts in Chile nahm Kelt an einem internationalen Treffen in Santiago de Chile teil, wo er James H. Brown (von 1990 bis 1992 Präsident der American Society of Mammalogists) kennenlernte, der als Redner zu dem Treffen eingeladen war. 
Kelt kehrte im Dezember 1987 aus Chile zurück, und 1989 ging er als Doktorand an die University of New Mexico (UNM) in Albuquerque, wo er 1995 unter der Leitung von James H. Brown mit der Dissertation Assembly of communities over time and space: a modeling approach to macroecological dynamics zum Ph.D. in Biologie promoviert wurde.
Kelt erhielt 1991 ein Regent’s Fellowship von der UNM, und 1994 wurde er mit dem Shadle Fellowship ausgezeichnet, einer hohen studentischen Auszeichnung der American Society of Mammalogists. Er nutzte den finanziellen Ausgleich, um zunächst lebenslanges Mitglied und dann Fördermitglied der ASM zu werden. Kelt verbrachte seine gesamte akademische Laufbahn an der University of California, Davis. 1995 wurde er Assistant Professor, 2001 außerordentlicher Professor und 2004 wurde er zum ordentlichen Professor befördert. Von 2007 bis 2012 war er Lehrstuhlinhaber. Er unterrichtet Säugetierkunde sowie Wildtierökologie für die Unterstufe und Feldmethoden sowie Feldforschungslehrgänge für die Oberstufe. 
Kelts Forschungsschwerpunkt ist die Ökologie und der Schutz von Säugetieren, thematisch von der Populations- bis zur geografischen Ökologie, mit Schwerpunkt auf trockenen und halbtrockenen Regionen in Chile und Kalifornien sowie auf bewaldeten Gebieten in Kalifornien. Seine Forschung ist stark feldbasiert und umfasst umfangreiche Erfassungen von Kleinsäugern, Biotelemetrie zur Überwachung der Raum- und Lebensraumnutzung. Dabei kommen Japannetze sowie die akustische Überwachung zur Untersuchung von Fledermausbeständen zum Einsatz.
Wenige Jahre nach seinem Amtsantritt in Davis nahm Kelt die Zusammenarbeit mit Peter Meserve wieder auf, wo sie ein langfristiges Forschungsprogramm in Chile durchführten, das Meserve und andere Kollegen 1989 initiiert hatten. 
Kelt veröffentlichte etwa 150 Artikel, die meisten über Säugetiere, darunter etwa 26 im Journal of Mammalogy und drei Berichte über Säugetierarten. In Zusammenarbeit mit James L. Patton veröffentlichte er 2020 das Buch A Manual of the Mammalia, eine Überarbeitung von Tim Lawlors Handbook to the Orders and Families of Living Mammals. 
Kelt ist seit 2005 Mitglied auf Lebenszeit der Sociedad Argentina para el Estudio de los Mamíferos und aktives Mitglied in mehreren anderen Gesellschaften. Für die ASM war Kelt von 2003 bis 2013 als gewählter Direktor tätig. Von 2016 bis 2017 war er designierter Präsident und von 2018 bis 2020 fungierte er als Präsident dieser Gesellschaft. Sein Nachfolger wurde Enrique P. Lessa.
Kelt ist Vorstandsmitglied der International Federation of Mammalogists und er wirkte in zahlreichen ASM-Ausschüssen mit, darunter von 2001 bis 2009 im Fördermittelausschuss, von 2004 bis 2015 im Ausschuss für Systematische Sammlungen und seit 2009 im Ausschuss für Internationale Zusammenarbeit. Darüber hinaus war er von 2001 bis 2004 für das Publikationskomitee als Redakteur für Buchbesprechungen und von 2004 bis 2007 als stellvertretender Redakteur tätig. Von 2011 bis 2013 war er Vorsitzender des Publikationsausschusses. Anschließend wurde diese Position in eine leitende Funktion in der Gesellschaft umgewandelt, wodurch Kelt von 2013 bis 2016 zum ersten Direktor für Publikationen wurde.
Kelt wurde 2004 Redakteur bei der Zeitschrift Ecography und wirkte ab 2006 bei der Reihe University of California Publications in Zoology mit, bis diese 2014 eingestellt wurde. Zudem ist er Mitglied des Redaktionsausschusses der Zeitschrift Therya und unterstützt das Journal Mastozoología Neotropical bei der korrekten Übersetzung der englischen Abstracts.
1994 gehörte Kelt zu den Erstbeschreibern der Coyhaique-Kammratte (Ctenomys coyhaiquensis) aus dem südlichen Chile. Daneben beschrieb er die Floharten Tiamastus gallardoi, Plocopsylla wilesi, Ctenoparia intermedia und Plocopsylla silewi.